# Isla Yoff
Isla Yoff (en francés: île Yoff) es una pequeña isla deshabitada de Senegal, que se encuentra fuera de la península de Cabo Verde, frente a los barrios  Tonghor y Ndénate de la comuna del arrondissement de Dakar, también llamado Yoff.
La isla es aludida a menudo como un lugar sagrado de la religión tradicional de los Lébou, los primeros habitantes de la península de Cabo Verde.
Hace unos años los habitantes de la isla hicieron gestiones ante la UNESCO para obtener la condición de Reserva de la Biosfera, pero este proyecto no tuvo éxito en esa oportunidad.